# آنالیزه قهرمان
آنالیزه قهرمان (به آلمانی: Anneliese Ghahraman)، متخصص در ادبیات آلمان و استاد گروه زبان و ادبیات آلمانی دانشگاه شهید بهشتی تهران از سال ۱۳۴۶ خورشیدی بود.

## زندگی
آنالیزه بِک (Beck) که بعدها نام خانوادگی اش به قهرمان تغییر یافت در سال ۱۹۲۹ میلادی در جنوب آلمان به دنیا آمد. در سال ۱۹۵۷ او با شوهر ایرانی خود به ایران آمد. در سال ۱۹۵۸ تدریس خود را در رشته زبان و ادبیات آلمانی در دانشگاه ملی ایران (شهید بهشتی) آغاز کرد و در سال ۱۹۹۸ بازنشسته شد. قهرمان در تهران و در سن ۷۹ سالگی درگذشت.

## تحصیلات
وی دارای مدرک کارشناسی ارشد در رشته بیولوژی از دانشگاه ابرهارد آلمان و نیز زبان آلمانی از دانشگاه تهران است. همچنین دکترای تخصصی علوم طبیعی را از دانشگاه ابرهارد آلمان در سال ۱۳۵۴ اخذ کرد. وی پایان‌نامه فوق لیسانس خود را با عنوان «تأثیر زبان مادری فارسی در یادگیری آلمانی به عنوان زبان بیگانه» در سال ۱۳۵۴ دفاع کرد.

## فعالیت
او متون ادبی معاصر ایران از جمله آثار جلال آل احمد، هوشنگ گلشیری، صادق هدایت و عباس معروفی را به زبان آلمانی ترجمه کرد. از فعالیتهای علمی وی می‌توان نیز تحقیق در زمینه صرف و نحو زبان آلمان اشاره کرد.

## تألیفات

### کتب

#### تألیفی
- دستور زبان آلمانی، انتشارات دانشگاه شهیدبهشتی
- درآمدی بر نحو زبان آلمانی و تجزیه و تحلیل دستوری متن، انتشارات دانشگاه شهیدبهشتی، ۱۳۶۷[۷]
- ۷۰۰تست زبان آلمانی برای دانش آموزان پیش دانشگاهی و سایر داوطلبان آزمون سراسری، نشر شورا، ۱۳۷۶
- PASSWORT DEUTSCH 3. LEHRERHANDBUCH (کتاب راهنمای معلم)، آنالیزه قهرمان و آنجلا کیلیمن، نشر Klett Sprachen GmbH
- Deutsche Gedichte aus vier Jahrhunderten: Epochen, Dichter, Gedichte; vom Barock bis zur Gegenwart (اشعار آلمانی از چهار قرن)، تهران، ۱۹۹۶
- کارکرد شعر عینی در آموزش زبان آلمانی (پایان‌نامه)، علی عبداللهی و آنالیزه قهرمان، دانشگاه تربیت مدرس، 1374[۶]
- اهمیت تجزیه و تحلیل دستوری متن در ترجمه آلمانی به فارسی (پایان‌نامه)، فرهاد احمدخان و آنالیزه قهرمان، دانشگاه تربیت مدرس، 1375[۶]

#### ترجمه
- کلاف سردرگم: گزیده‌ای از داستان‌های امروز (دو زبانه: فارسی - آلمانی)، ترجمه، با تورج رهنما و زیگر لطفی، نشر دات
- Prinz Ehtedschab (شازده احتجاب)، هوشنگ گلشیری، ترجمه آنالیزه قهرمان، نشر chbeck، سال 2001[۸]
- Der Pavian, dessen Herr gestorben war، صادق چوبک، ترجمه آنالیزه قهرمان و تورج رهنما، خانه چاپ و نشر نسخه شرق (Der Verlag Edition Orient)

### مقالات
- ریلکه و شعر آلمان، مجله گلستانه، شماره ۶۷، شهریور ۱۳۸۴، صفحه ۴۷ تا 50[۹]
- Vergleichende Gramatik (دستور زبان مقایسه‌ای)، رشد آموزش زبان، شماره ۵۶، سال ۱۳۷۸
- Die Bedeutung Muttersprachlicher Interferenzen beim Erlernen einer fremdsprache unter, studenten per (اهمیت زبان مادری در یادگیری زبان خارجی تحت مداخله در هر دانش آموز)، رشد آموزش زبان، شماره ۵۵، سال۱۳۷۸

## نکوداشت
به مناسبت هفتادمین سالگرد تولد آنالیزه قهرمان کتابی با عنوان «برگ سبز» توسط تورج رهنما در بزرگداشت جایگاه او در سال ۱۳۷۸ منتشر شده است. پس از درگذشت وی مراسم یادبودی در ۲۱ اسفند ۱۳۸۷ در دانشگاه شهید بهشتی برای مرحوم قهرمان برگزار گشت.